# Доблесна вулиця

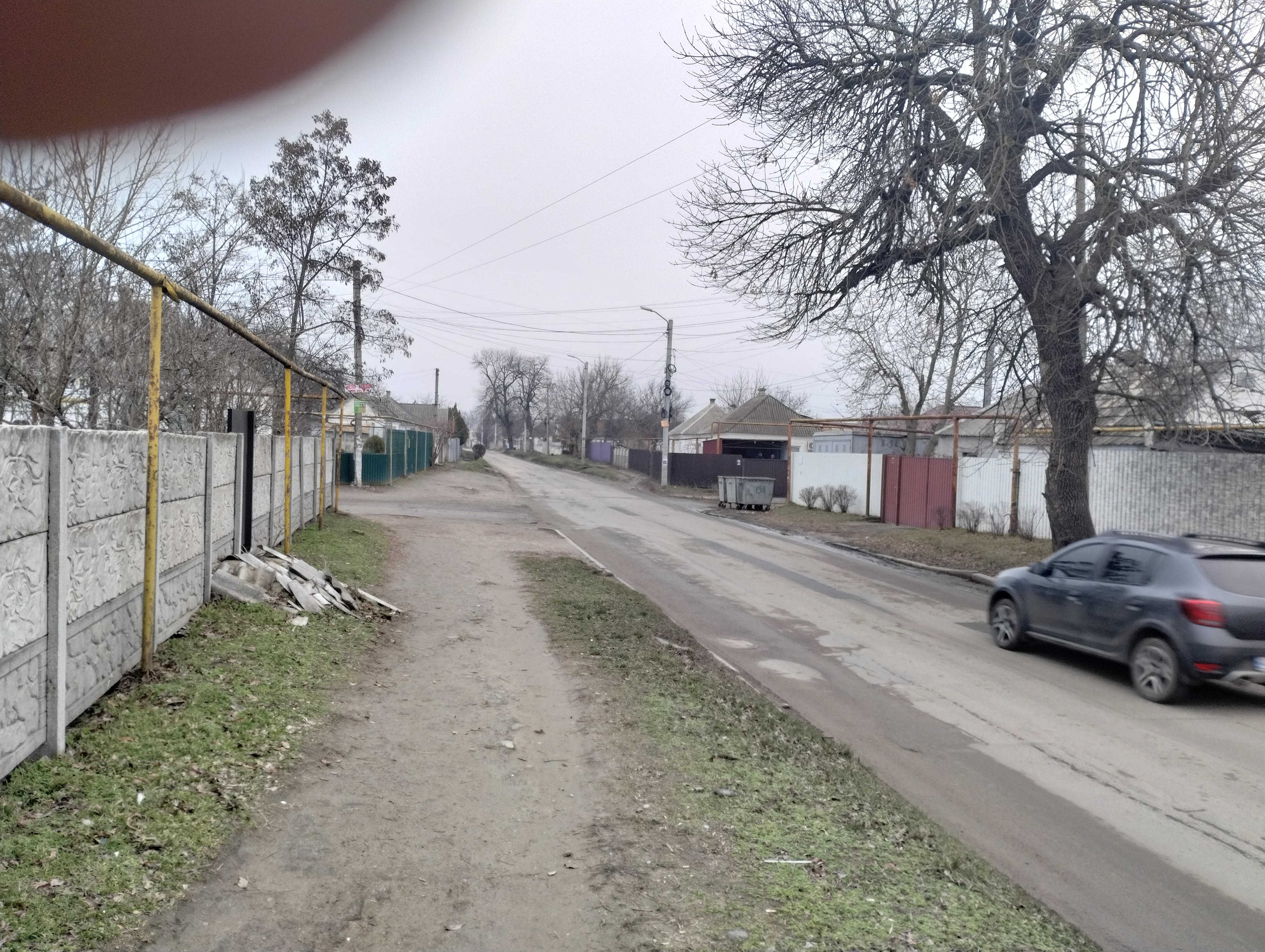
Початок Доблесної вулиці з боку межі між Діївкою - 2 та Сухачівкою (Межа).

Доблесна вулиця (більш український варіант назви — укр. Відважна) — головна вулиця у Сухачівці Новокодацького району міста Дніпро.
Вулиця рівнинна, має напрям зі сходу на захід. Довжина вулиці — 3700 метрів.
Є продовженням Великої Діївської вулиці — головної вулиці Діївки. Після межі з Таромським Доблесна вулиця продовжується Мостовою.

## Історія
Доблесна вулиця була частиною великого давнього шляху, що йшов по правобережжю від Києва до Монастирки й далі на Крарійську переправу.
Назва походить від подій жорстоких боїв у серпні 1941 року й успішного форсування Дніпра вранці 24 листопада 1943 року, коли 152-га стрілецька дивізія Червоної армії у Сухачівці й зайняла Діївку, а наступного дня Нові Кодаки й Краснопілля після чого разом з десантом 39-ї гвардійської стрілецької дивізії у Лоцманській Кам'янці був зайнятий Дніпро.

## Будівлі
- № 143 — Поштове відділення 49053,
- № 158 — Сухачівська бібліотека — філія №9 Дніпровської міської бібліотеки,[2][3]
- № 159 — Сухачівська середня школа № 103,
- № 217 — Новокодацьке (колишнє Ленінське) лісництво Дніпропетровського лісгоспу.

## Перехресні вулиці
- Велика Діївська вулиця,
- Нарвська вулиця,
- Степова вулиця,
- Казахський провулок,
- Мостова вулиця.